# Stisseria massonii
Stisseria massonii là một loài thực vật có hoa trong họ La bố ma. Loài này được (Haw.) Kuntze miêu tả khoa học đầu tiên năm 1891.